# MC-SAVER
MC-SAVERあるいはMCSAVERとは、NECがUP4800シリーズ向けに提供していた高可用クラスターパッケージのこと。
NECの国産UNIXであるUX/4800と自社サーバを使用した高可用クラスタパッケージの名称。

## 概要
NECは、国産サーバとしてUP4800のシェアを比較的伸ばしたが、ことクラスタにおいてはHP社のMC/ServiceGuardやVERITAS社のVxClusterServerと比較して、機能面で及ばず、シェアを伸ばす事ができなかった。
その最大の要因は、ネットワークインタフェースカードの物理アドレス（MACアドレス）を書き換えるladdrコマンドやifconfigコマンドによる強制的なIPアドレスの引継ぎなど、OSI参照モデルでの比較的低い層で処理を採用しており、クラスタパッケージで一般的な仮想IPの未実装などクラスターパッケージとしての不備が多かった事による。
しかし、この開発経験によりHP社のOEM採用後のNXシリーズでの高可用構成におけるノウハウの蓄積やOEMのMC/ServiceGuardの技術的なフォロー及び、改善要求が徹底的に行われたため、NECのUNIXによる高可用構成やミッションクリティカルレイヤへの技術的訴求力を磨く事になった。
その最大の例が、NTTドコモにおけるCTC社のGRIMMの障害によるメール障害事件であり、ドコモユーザにて携帯メールへの不信感を植え付けることになった。しかしNTTドコモは、NECによるCIRCUSシステムにてこの不信感を完全に打ち消すことに成功した。
このCIRCUSシステムのエンジニアはMC-SAVERにて培ったノウハウを持ち、携帯電話領域のメールコミュニケーションの発展に寄与した事になった。